# Myśli nieuczesane
Myśli nieuczesane – zbiór aforyzmów Stanisława Jerzego Leca publikowanych od 1954 w czasopismach, m.in. w tygodniku „Przegląd Kulturalny” i miesięczniku „Dialog”, wydany w 1957 w Krakowie przez Wydawnictwo Literackie.
Po latach uzupełnione zostały przez Myśli nieuczesane odczytane z notesów i serwetek po czterdziestu latach.